# Empresas Copec
Empresas Copec, S. A. es un holding industrial chileno creado en 2003 sobre la base de Copec, al separar el giro de combustibles en esta empresa y asumir la propiedad de las otras empresas adquiridas previamente por esta. Es propiedad del grupo económico Angelini, a través de AntarChile, que controlaba Copec desde 1986.

## Historia
Si bien Copec fue creada en 1934, extiende sus actividades a la venta de neumáticos y accesorios, maquinarias y vehículos en 1941. Participa de la conformación de Sociedad Anónima de Navegación Petrolera (SONAP 1943), Sociedad Nacional de Oleoductos (SONACOL, 1956). En 1950 funda la cadena de tiendas ABC. Durante los años 1970 extiende sus actividades, por medio de la compra de Celulosa Arauco, Forestal Arauco y Celulosa Constitución para constituir posteriormente una de sus principales filiales Celulosa Arauco y Constitución. 
En 2003 transfiere todas las operaciones de combustibles a una nueva filial que mantiene el nombre Copec y cambia su razón social a Empresas Copec S.A., manteniendo el control de todas las empresas que pertenecían a Copec, que hasta ese entonces cumplía el rol de matriz.

## Empresas filiales

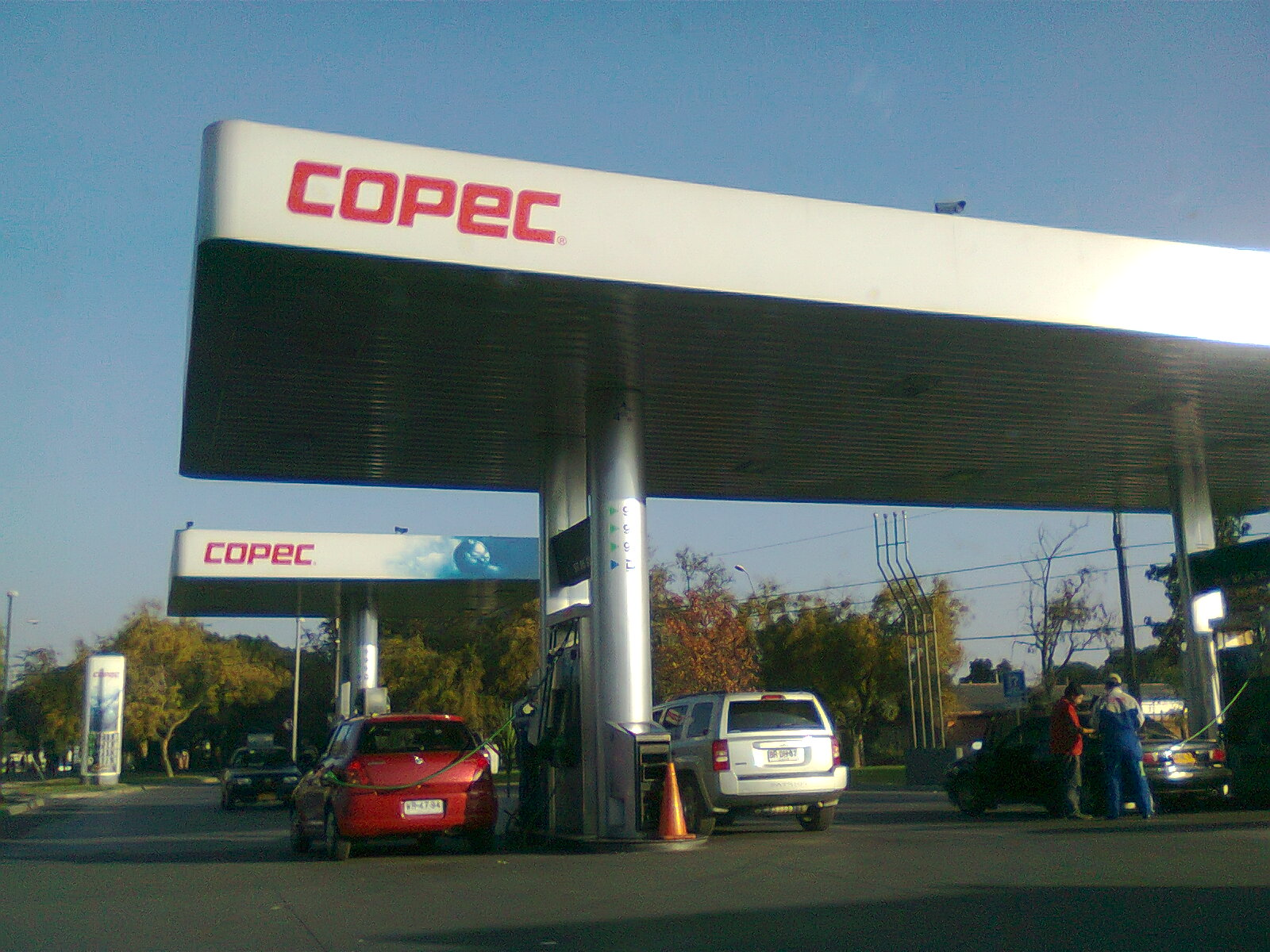
Una estación de servicio Copec en la comuna de Maipú, Santiago.

Las principales empresas filiales y coligadas son:
- Copec - Combustibles.
- Arcoprime - Pronto Copec y estaciones de servicio.
- Celulosa Arauco y Constitución - Forestal y celulosa.
- Transportes de Combustibles Chile Ltda. - Transporte de combustible
- Abastible - Distribución gas licuado a presión.
- Metrogas - Distribución gas natural.
- SouthPacific Korp - Pesquera.
- Corpesca - Pesquera.
- Flux Solar Energías Renovables SpA
- Blue Express - Reparto de última milla.